# Vilchovycja
Vilchovycja (ukrajinsky Вільховиця, maďarsky Olhovica, česky Vilšany) je vesnice, část obce Bystrycja (okres Mukačevo), která je součástí čynadijevské vesnické komunity, v mukačevském okrese Zakarpatské oblasti Ukrajiny. V roce 2025 zde žilo 749 obyvatel.

## Historie
V roce 1832 byl v jihozápadní části vsi nalezen poklad pěti bronzových mečů. Ves byla poprvé zmiňována v 16. století jako Vusnyk (název místního potoka). V roce 1699 byla uvedena pod názvem Egereske. Ve vsi začínala 16,5 km dlouhá úzkokolejka Vilchovycja-Synjak. Do  uzavření Trianonské smlouvy byla ves součástí Uherska, poté součástí Československé první republiky.

## Památky
Ve vsi je ukrajinská národní památka pocházející z 18. století – dřevěný chrám sv. Dimitrije. Byly zde umístěny dvě vzácné ikony ukrajinského umělce Ilji Brodlakoviče ze 17. století (nyní jsou v novém kostele).